# 장윤진
장윤진(1985년 11월 16일 ~ )은 대한민국의 미스코리아 출신 기업인이다. 현재 주요 거주지는 미국 캘리포니아주 샌 프랜시스코이다.

## 프로필
- 출생: 1985년 11월 16일, 서울특별시
- 신체: 172cm, 50.8kg
- 학력: 이화여자대학교 영어영문학과 학사, Evanston Township High school
- 취미: 사격, 외국어
- 특기: 무용, 승마